# Niels Laros
Niels Laros (Oosterhout, 17 april 2005) is een Nederlands atleet, die zich toelegt op de middellange en lange afstanden. Hij is lid van ATV Scorpio, wereldjeugdrecordhouder op de 1000 m en Nederlands recordhouder op de 1000 m, 1500 m, de mijl, de 2000 m en de 5 km.

## Loopbaan
Laros verbrak in 2022 op de 1500 m met een tijd van 3.39,46 het Europese U18-record van Jakob Ingebrigtsen. Twee weken later verbrak hij nog een Europees U18-record: hij liep 7.48,25 op de 3000 m. Laros werd in hetzelfde jaar ook Europees U18-kampioen op de 1500 m en 3000 m.
In 2023 evenaarde Laros in Nice het 22 jaar oude Nederlandse record van Gert-Jan Liefers op de 1500 m van 3.32,89. Dit was 5,5 seconden onder het persoonlijke record dat hij twee weken eerder bij de FBK Games had gelopen. Bij de EK voor landenteams in het Poolse Chorzów startte hij ook op deze afstand en eindigde met 3.37,59 als derde, achter Mohamed Katir en Isaac Nader.
Bij de wereldkampioenschappen in Boedapest in augustus 2023 wist Laros in de halve finale een finaleplek te behalen in een nieuw Nederlands record van 3.32,74. In de finale liep hij wederom een nationaal record, 3.31,25.
Op de Europese kampioenschappen veldlopen 2023 (U20) in Laken werd hij pas in de eindsprint ingehaald en veroverde hij het zilver.
Op het Sportgala aan het eind van 2023 werd hij onderscheiden met de Young Talent Award.
Op de Olympische spelen in Parijs was hij de eerste Nederlander die de 1500 meter onder 3.30,00 liep, in de finale waar hij de zesde plaats behaalde.

## Privé
Niels heeft nog een broer Lars die ook op hoog niveau loopt. Hun ouders, Marcel Laros en Sandra Hofmans, waren beiden meervoudige Nederlandse kampioenen, hij driemaal op de 3000 m steeple en eenmaal op de 1500 m, zij tweemaal op de 3000 m indoor. Daarnaast veroverden zij ook andere NK-medailles en kwamen in actie op internationale toernooien. Hij heeft tot 2019 op de middelbare school het Sint-Oelbertgymnasium gezeten.

## Kampioenschappen

### Internationale kampioenschappen
| Onderdeel | Titel                 | Jaar |
| --------- | --------------------- | ---- |
| 1500 m    | Europees kampioen U18 | 2022 |
| 1500 m    | Europees kampioen U20 | 2023 |
| 3000 m    | Europees kampioen U18 | 2022 |
| 5000 m    | Europees kampioen U20 | 2023 |
| veldlopen | Europees kampioen U20 | 2024 |

### Nederlandse kampioenschappen
Outdoor
| Onderdeel | Jaar |
| --------- | ---- |
| veldlopen | 2023 |

## Persoonlijke records
Outdoor
| Onderdeel   | Prestatie              | Datum             | Plaats   |
| ----------- | ---------------------- | ----------------- | -------- |
| 800 m       | 1.44,19                | 18 juli 2025      | Bergen   |
| 1000 m      | 2.14,37 (WRU20; NR)    | 7 juli 2024       | Hengelo  |
| 1500 m      | 3.29,54 (ERU20; ex-NR) | 6 augustus 2024   | Parijs   |
| 1 Eng. mijl | 3.45,94 (NR)           | 5 juli 2025       | Eugene   |
| 2000 m      | 4.49,68 (NR)           | 8 september 2023  | Brussel  |
| 3000 m      | 7.48,25 (NRU20)        | 11 september 2022 | Zagreb   |
| 5000 m      | 13.23,01 (NRU20)       | 27 mei 2023       | Oordegem |
| 5 km        | 13.26 (NR)             | 11 februari 2024  | Monaco   |

Indoor
| Onderdeel | Prestatie       | Datum            | Plaats    |
| --------- | --------------- | ---------------- | --------- |
| 800 m     | 1.47,16 (NRU20) | 6 februari 2024  | Toruń     |
| 1500 m    | 3.49,51         | 22 februari 2022 | Apeldoorn |
| 3000 m    | 7.29,49 (NR)    | 13 februari 2025 | Liévin    |

## Palmares

### 800 m
- 2023:  NK - 1.46,09
- 2024: 6e in serie EK - 1.46,62

### 1000 m
- 2024:  FBK Games - 2.14,37 (WRU20; NR)

### 1500 m
- 2022:  EK U18 te Jeruzalem - 3.49,99
- 2023: 4e FBK Games - 3.38,34
- 2023:  Meeting International Nikaia de Nice - 3.32,89 (ev. NR)
- 2023:  EK voor landenteams in Chorzów - 3.37,59
- 2023:  EK U20 te Jeruzalem - 3.56,78
- 2023: 10e WK - 3.31,25 (NR)
- 2024: 6e OS - 3.29,54 (NR)

Diamond League-resultaten
- 2023: 6e Weltklasse Zürich - 3.31,63
- 2024: 4e Weltklasse Zürich - 3.31,23

### 1 Eng. mijl
Diamond League-resultaten
- 2023: 9e Prefontaine Classic - 3.48,93 (NR)
- 2024: 4e London Grand Prix - 3.49,45 s
- 2025:  Prefontaine Classic - 3.45,94 (NR)

### 2000 m
Diamond League-resultaten
- 2023: 4e Memorial Van Damme - 4.49,68 (NR)

### 3000 m
- 2022:  EK U18 - 8.11,49
- 2025: 11e EK indoor - 7.57,18

### 5000 m
- 2023:  EK U20 - 14.11,82
- 2025:  EK landenteams First League in Madrid - 13.44,45

### veldlopen
- 2023:  EK U20 in Laken (5 km) - 16.10
- 2023:  NK te Eersel - 28.12
- 2024:  Warandeloop (10 km) - 29.35
- 2024:  EK U20 in Antalya (4814 m) - 14.07 ( in het landenklassement)

## Onderscheidingen
- Young Talent Award - 2023
- Europees talent van het jaar - 2024